# ليف شيستوف
ليف إيزاكوفيتش شيستوف (بالروسية: Лев Исаакович Шестов) (13 فبراير 1866 - 19 نوفمبر 1938؛ ولد باسم يغودا ليب شفارتسمان) هو فيلسوف وجودي وديني يهودي من روسيا. اشتهر بانتقاداته لكل من العقلانية الفلسفية والوضعية. دعا في أعماله إلى حركة تتجاوز العقل والميتافيزيقيا، بحجة عدم قدرتهما على إثبات الحقيقة بشكل قاطع حول المشكلات المصيرية، بما في ذلك طبيعة الإله أو الوجود. ربط العلماء المعاصرون عمله بتسمية «مناهضة الفلسفة».
كتب شيستوف الكثير عن فلاسفة مثل نيتشه وكيركيغارد، بالإضافة إلى كتاب روس مثل دوستويفسكي وتولستوي وتشيخوف. من كتبه المنشورة تعظيم انعدام الأساس (1905) وتحفته أثينا والقدس (1930-37). بعد أن هاجر إلى فرنسا في عام 1921، رافق العديد من المفكرين وكان له أثر عليهم مثل إدموند هوسرل وبنجامين فوندان وراشيل بيسبالوف وجورج باطاي. عاش في باريس حتى وفاته عام 1938.

## حياته
ولد شيستوف يغودا ليب شفارتسمان في كييف لعائلة يهودية. هو قريب نيكولاس بريتزكر، المحامي الذي هاجر إلى شيكاغو وأصبح بطريركًا لعائلة بريتزكر البارزة في الأعمال والسياسة. تلقى تعليمه في أماكن مختلفة، بسبب انخراطه بالعديد من النزاعات مع الجهات المسؤولة عن المؤسسات التعليمية. ذهب لدراسة القانون والرياضيات في جامعة موسكو الحكومية ولكن بعد اشتباكه مع مفتش الطلاب طُلب منه العودة إلى كييف، حيث أكمل دراسته.
رفضت جامعة تاراس شفتشينكو الوطنية في كييف أطروحة شيستوف بسبب الميول الثورية التي عبرت عنها، ما منعه من أن يصبح أستاذًا في القانون. في عام 1898، دخل دائرة من المثقفين والفنانين الروس البارزين التي ضمت نيكولاي بيردياييف وسيرجي دياغيليف وديمتري ميريجكوفسكي وفاسيلي روزانوف. ساهم شيستوف بمقالات في مجلة أنشأتها تلك المجموعة. خلال هذا الوقت، أكمل أول عمل فلسفي كبير له، والذي كان مفيدًا في تدريس فكر تولستوي ونيتشه، بعنوان الفلسفة والوعظ؛ المؤلفان اللذان كان لهما الأثر الأكبر على فكر شيستوف.
طور تفكيره في كتاب آخر عن فيودور دوستويفسكي وفريدريش نيتشه، ما ساهم في تحسين سمعة شيستوف مفكرًا أصليًا وحاسمًا. في كتاب في جميع الأمور الممكنة (نُشر في عام 1905) تبنى شيستوف الأسلوب المأثور لفريدريش نيتشه للتحقيق في الفرق بين الأدب الروسي والأوروبي. على الرغم من أن عمله استكشف العديد من الموضوعات الفكرية ظاهريًا، يسخر من الفلسفة الوجودية وينتقد ردود الفعل تجاه مواقف الحياة ويسخر منها. كتب ديفيد هربرت لورانس مقدمة لخصت ترجمة كوتيليانسكي الأدبية وفلسفة شيستوف قائلًا: «كل شيء ممكن. إنها ليست عدمية. إنها مجرد اضطراب يُبعد النفس البشرية عن الروابط القديمة. تتمثل الفكرة المركزية الإيجابية بأن النفس البشرية، أو الروح، تؤمن حقًا بنفسها، ولا شيء آخر». يتعامل شيستوف مع القضايا الرئيسية مثل الدين والعقلانية والعلم في هذا العمل الودود للغاية، وهي المواضيع التي ناقشها كذلك في مؤلفاته اللاحقة مثل توازنات العمل. قد يكون الاقتباس الرئيسي لشيستوف من هذا العمل هو التالي: «نحن بحاجة إلى التفكير في أن هناك تأكيدًا واحدًا فقط لديه أو يمكن أن يكون له أي حقيقة موضوعية: أنه لا يوجد شيء مستحيل على الأرض. في كل مرة يريد شخص ما إرغامنا على الاعتراف بأن هناك حقائق أخرى أكثر محدودية ومحدودة، يجب أن نقاوم بكل الوسائل التي يمكننا اتباعها».
لم تحظ أعمال شيستوف بالموافقة حتى من بعض أقرب أصدقائه الروس. رأى الكثيرون في عمل شيستوف تخليًا عن العقل والميتافيزيقيا، وحتى تبنيًا للعدمية. مع ذلك، حظي بإعجاب الكثير مثل ديفيد هربرت لورانس وصديقه جورج باتايل.
في عام 1908 انتقل شيستوف إلى فرايبورغ، ألمانيا، وبقي هناك حتى عام 1910، عندما انتقل إلى قرية سويسرية صغيرة تدعى كوبيت. خلال هذه الفترة، أنجز الكثير من الأعمال. تمخض عن هذه الأعمال العديد من النتائج كنشر الوقفات الاحتجاجية الكبرى والمواقف المصيرية. عاد إلى موسكو في عام 1915، وفي هذا العام توفي ابنه سيرجي في قتال ضد الألمان. خلال فترة وجوده في موسكو، أصبح عمله أكثر تأثرًا بمسائل الدين واللاهوت. أدى استيلاء البلاشفة على الحكومة في عام 1917 إلى زيادة صعوبة حياة شيستوف، وضغط عليه الماركسيون لكتابة دفاع عن العقيدة الماركسية مقدمة لعمله الجديد، قوة المفاتيح؛ وإلا فلن يُنشر. رفض شيستوف ذلك، ولكن بإذن من السلطات ألقى محاضرة في جامعة كييف حول الفلسفة اليونانية.
أدت كراهية شيستوف للنظام السوفيتي إلى ذهابه برحلة طويلة خارج روسيا، وانتهى به الأمر في فرنسا. كان شخصية مشهورة في فرنسا، حيث سرعان ما تعرف المفكرون على أصالته. في باريس، سرعان ما صادق الشاب جورج باطاي وتأثر به كثيرًا. كان أيضًا قريبًا من يوجين وأولغا بيتي، اللذان ساعداه وعائلته على الانتقال إلى باريس والاندماج في الأوساط السياسية والأدبية الفرنسية. يتجلى تقدير لغته الروسية حديثًا من خلال مطالبته بالمساهمة في مجلة فلسفة فرنسية مرموقة. في سنوات ما بين الحربين، استمر شيستوف في التطور ليصبح مفكرًا ذا شهرة كبيرة. خلال هذا الوقت، انغمس تمامًا في دراسة علماء اللاهوت العظماء مثل بليز باسكال وبلوتينوس، بينما ألقى محاضرات في جامعة سوربون في عام 1925. في عام 1926، تعرف على إدموند هوسرل، الذي حافظ معه على علاقة ودية على الرغم من الاختلافات الجذرية في نظرتهم الفلسفية. في عام 1929، أثناء عودته إلى فرايبورغ، التقى بإدموند هوسرل، وشجعه على دراسة الفيلسوف الدنماركي سورين كيركيغارد.
ساهم اكتشاف شيستوف لكيركغارد في إدراك وجود العديد من أوجه التشابه بين فلسفيتهما، مثل رفضه للمثالية، وإيمانه بأن الإنسان يمكن أن يكتسب المعرفة النهائية من خلال التفكير الذاتي غير المبرر بدلًا من السبب الموضوعي والبرهنة. مع ذلك، أكد شيستوف أن كيركيغارد لم يواصل هذا النهج الفكري بما فيه الكفاية.

## وصلات خارجية
- حبش، إسكندر - «ليون شيستوف: مُحطّم العقلانية!» (23 مايو 2023) - ضفة ثالثة